# Рататуй (фільм)
«Ратату́й» (англ. Ratatouille) — американський повнометражний комедійний анімаційний фільм режисера Бреда Берда («Сталевий гігант», «Суперсімейка»). Лауреат премії Оскар 2008 року. Восьмий повнометражний фільм, створений на студії Піксар.
Фільм вийшов на екрани 28 червня в Україні та 29 червня 2007 року в США.
На 1 березня 2024 року фільм займав 211-ту позицію у списку 250 кращих фільмів за версією IMDb.

## Виробництво
Фільм задумав ще у 2000 році Ян Пінкава, який придумав сюжет і головних героїв. Однак у 2005 керівництво компанії Піксар замінило його на Джона Берда. Бердові відразу сподобався цей мультфільм, зокрема цікава сюжетна лінія: щури та кухня — несумісні речі, але є принаймні один щур, який належить до кухні. Берд також дещо змінив сюжет, надав більше уваги Живодерові та приятельці Лінгвіні — Колетт. Автори мультфільму хотіли передати атмосферу Парижу та паризького куховарства і навіть провели тиждень у місті й відвідали провідні ресторани, щоб ознайомитися зі всесвітньо відомою кулінарією столиці Франції.

## Сюжет
Щур Ремі живе зі своєю сім'єю в сільському будиночку. Він має надзвичайно тонкий нюх і відчуття смаку. Телепередача про книгу найкращого кухаря Франції Гюсто, яку він побачив у будинку, відкриває перед ним світ куховарства. Володарка будинку дізналася про існування щурячої сім'ї й виганяє її зі свого помешкання. Ремі потрапляє у водостік і губить своїх близьких. Вибравшись нагору, він опиняється у Парижі біля ресторану відомого Гюсто, який на той час помер. Потрапивши на кухню ресторану, Ремі варить суп, що зіпсував посудомийник Лінгвіні. Але ця спроба мало не забрала Ремі життя. Його зловили й доручають Лінгвіні знищити щура. Хлопець і Ремі порозумілися і почали працювати разом. Руками Лінгвіні Ремі творить кулінарні шедеври, чим вражає відвідувачів і кулінарних критиків. Заразом виявляється, що Лінгвіні — син Гюсто і має успадкувати ресторан. Натомість у ресторані господарює шеф-кухар Шкуродер. Перед вирішальним випробуванням, коли страви нового шеф-кухаря Лінгвіні мав оцінити найсуворіший кулінарний критик, Лінгвіні розкриває свій секрет про Ремі кухарям, після чого вони покидають його і хлопець працює сам на кухні. Але на допомогу приходить сім'я Ремі, яка чекала на нього на вулиці. Лінгвіні бере на себе роль офіціанта, а Ремі та його сім'я виконують усю кухонну роботу. Рататуй — результат їхніх старань — викликає у критика захват. Ресторан набуває минулого престижу, однак слава триває недовго. Інспектор закриває ресторан за порушення санітарних норм через присутність щурів. Утім, Лінгвіні й Ремі відкривають власний ресторан під назвою «Рататуй», який досяг великого успіху.

## Саундтреки
| #   | Назва                              | Тривалість |
| --- | ---------------------------------- | ---------- |
| 1.  | «Le Festin» (performed by Camille) | 2:50       |
| 2.  | «Welcome to Gusteau's»             | 0:38       |
| 3.  | «"This is Me"»                     | 1:41       |
| 4.  | «Granny Get Your Gun»              | 2:01       |
| 5.  | «100 Rat Dash»                     | 1:47       |
| 6.  | «Wall Rat»                         | 2:41       |
| 7.  | «Cast of Cooks»                    | 1:41       |
| 8.  | «A Real Gourmet Kitchen»           | 4:18       |
| 9.  | «Souped Up»                        | 0:50       |
| 10. | «Is It Soup Yet?»                  | 1:16       |
| 11. | «A New Deal»                       | 1:56       |
| 12. | «Remy Drives a Linguini»           | 2:26       |
| 13. | «Colette Shows Him le Ropes»       | 2:56       |
| 14. | «Special Order»                    | 1:58       |
| 15. | «Kiss & Vinegar»                   | 1:54       |
| 16. | «Losing Control»                   | 2:04       |
| 17. | «Heist to See You»                 | 1:45       |
| 18. | «The Paper Chase»                  | 1:44       |
| 19. | «Remy's Revenge»                   | 3:24       |
| 20. | «Abandoning Ship»                  | 2:55       |
| 21. | «Dinner Rush»                      | 5:00       |
| 22. | «Anyone Can Cook»                  | 3:13       |
| 23. | «End Creditouilles»                | 9:16       |
| 24. | «Ratatouille Main Theme»           | 2:09       |

## Реакція критиків
Як і у випадку з попередніми фільмами студії, відгуки кінокритики були переважно прихильними, при цьому одних оглядачів підкуповував гумор, а інших — бездоганна анімація і тонко вивірені деталі. З фінансового погляду фільм теж був успішним — майже за тиждень світового прокату він приніс 236 мільйонів доларів прибутку.

## Український дубляж
- Фільм дублювала компанія «Невафільм Україна» на замовлення «Disney Character Voices International» у 2007 році.
- Перекладач — Віктор Морозов
- Автор синхронного тексту — Віра Господаренко
- Режисер дубляжу — Олег Головко
- Звукорежисер — Фелікс Трескунов
- Асистент режисера — Лариса Шаталова
- Звукомонтажери — Тетяна Гожикова, Ніна Гамбарян
- Звукорежисер перезапису — Владислав Іваровський
- Творчий консультант — Мачей Ейман
- Диктор — Микола Боклан

| Персонаж (оригінальне ім'я) | Оригінальне озвучення | Український дубляж     |
| --------------------------- | --------------------- | ---------------------- |
| Ремі (Remy)                 | Петтон Освальт        | Дмитро Завадський      |
| Лінгвіні (Linguini)         | Лу Романо             | Олександр Печериця     |
| Шкуродер (Skinner)          | Ієн Голм              | Олексій Петухов        |
| Еміль (Emile)               | Пітер Сон             | Максим Кондратюк       |
| Джанго (Django)             | Браян Деннегі         | Микола Луценко         |
| Антон Его (Anton Ego)       | Пітер О'Тул           | Олександр Ігнатуша     |
| Колетт (Colette)            | Джанін Гарофало       | Наталя Ярошенко        |
| Густо (Gusteau)             | Бред Геррет           | Василь Мазур           |
| Горст (Horst)               | Вілл Ернетт           | Борис Георгієвський    |
| Лало (Lalo)                 | Джуліус Каллаган      | Дмитро Сова            |
| Франсуа (Francois)          | Джуліус Каллаган      | Микола Кашеїда         |
| Помпіду (Pompidou)          | Тоні Фучіле           | Микола Кашеїда         |
| Мустафа (Mustafa)           | Джон Ратценбергер     | Олександр Крвавницький |
| Талон (Lawyer)              | Тедді Ньютон          | Сергій Петько          |
| Оповідач                    | Стефані Ру            | Микола Боклан          |

## Реліз
Фільм вийшов на екрани в США 29 червня 2007 року. В Україні стрічка вийшла в широкий прокат на день раніше 28 червня 2007 року.

## Касові збори
Під час показу в Україні, що розпочався 28 червня 2007 року, протягом перших вихідних фільм демонстрували на ? екранах, що дозволило йому зібрати $397,590 і посісти 2 місце в кінопрокаті того тижня. Фільм залишився на тій же позиції в українському кінопрокаті й наступного тижня, адже демонструвався вже на 70 екранах і зібрав за ті вихідні ще $222,622. Загалом фільм в кінопрокаті України зібрав $1,142,583, посівши 11 місце серед найкасовіших фільмів 2007 року.